# بیا و مرا پیدا کن
بیا و مرا پیدا کن (انگلیسی: Come and Find Me) یک فیلم است که در سال ۲۰۱۶ منتشر شد.

## خلاصه فیلم
زمانی که دوست‌دختر دیوید گم می‌شود، او تلاش می‌کند تا محل اختفایش را پیدا کند و این در حالیست که دیوید متوجه شده‌است دوست‌دخترش آن شخصی نبوده که تظاهر می‌کرده...